# Pierre Jaconelli
Pierre Jaconelli est un guitariste, compositeur, réalisateur/producteur musical français né à Antony le 6 mai 1961.
Il adhère à la Sacem le 14 mai 1985 et devient sociétaire définitif le 7 avril 2004.  
Il a joué entre autres pour Axel Bauer, Pascal Obispo, Zazie, Florent Pagny, Calogero, Jenifer, Hélène Ségara, Johnny Hallyday, Grégory Lemarchal, Patricia Kaas, Benjamin Biolay, Stephan Eicher, Julie d'Aimé et Buridane.  
En 2014, il réalise le titre Le Chemin de Pierre pour la Fondation Abbé-Pierre, qu’il interprète à la guitare, à la basse et à la batterie, aux côtés de Nolwenn Leroy, Jeanne Cherhal, Rose, Thomas Dutronc, Tété, Zaz...

## Compositeur
- 1998 : Allumer le feu (Johnny Hallyday, album Ce que je sais ; ainsi que cinq autres titres, tous en collaboration avec Pascal Obispo)
- 2022 : L'heure bleue, co-composée et chantée par Benjamin Biolay .

## Principaux albums produits
- 1996 : Superflu (Pascal Obispo)
- 1997 : Everest (Isabelle Caux)
- 1998 : Made in love (Zazie)
- 1999 : Un paradis, un enfer (David Hallyday)
- 1999 : Sang pour sang (Johnny Hallyday)
- 2002 : À la vie, À la mort (Johnny Hallyday)
- 2002 : Personne n'est Parfait (Axel Bauer)
- 2003 : Élève indiscipliné pense trop aux filles (Cédric Atlan)
- 2003 : Être libre (Frédéric Lerner)
- 2006 : Tous les nus me plaisent (Julie d'Aimé)
- 2006 : Là où je pars (Emmanuel Moire)
- 2007 : David Hallyday (David Hallyday)
- 2007 : Comme un enfant (Monsieur Clément)
- 2008 : Histoires de... (Victoria Petrosillo)
- 2009 : La Superbe (Benjamin Biolay)
- 2009 : L'Embellie (Calogero)
- 2009 : Les carnets de la vigie (Stanislas)
- 2010 : Version intégrale (Garou)
- 2011 : Échos (Anggun)
- 2011 : Parmi la Foule (Hélène Ségara)
- 2011 : Rendez-vous (Nana Mouskouri)
- 2013 : Rock in Chair (Florent Mothe)
- 2016 : Navigue (Nawel Ben Kraiem)
- 2020  : Grand Prix(Benjamin Biolay)
- 2022  : Saint-Clair (Benjamin Biolay)